# Noi, gli animali
Noi, gli animali (We the Animals) è il romanzo d'esordio dello scrittore statunitense Justin Torres, pubblicato da Houghton Mifflin nel 2011.

## Trama
L'anonimo narratore è un bambino sulla soglia dei sette anni che vive una vita isolata nel Nord dello Stato di New York insieme ai giovani genitori e ai fratellini maggiori Joel e Manny. I genitori dei tre si erano sposati in Texas durante l'adolescenza dopo che la madre era rimasta incinta di Manny quando aveva quattordici anni e il padre, un giovane portoricano, sedici. I tre bambini vivono una vita selvatica, ricevendo poche attenzioni dal padre, che a volte si allontana dalla famiglia, e dalla madre, consumata dal lavoro notturno. 
Il più giovane dei tre, il più legato alla madre, osserva le dinamiche tra i genitori e tra i fratelli, notando anche un'incipiente diversità tra sé e loro che non farà che accentuarsi durante l'adolescenza con la scoperta della propria omosessualità. Alcuni anni dopo ha il suo primo rapporto sessuale con un uomo dopo aver litigato con i fratelli e, tornato a casa, scopre che il diario in cui aveva scritto tutte le sue fantasie sessuali è stato trovato e letto da i fratelli e dai genitori. Dopo aver avuto un episodio psicotico, il giovane viene internato in un ospedale psichiatrico.

## Accoglienza
Il romanzo, di ispirazione parzialmente autobiografica, è stato accolto molto positivamente dalla critica statunitense e britannica, ottenendo anche una candidatura al NAACP Image Award. Successivamente è il libro è stato tradotto in oltre quindici lingue, tra cui l'italiano, lo spagnolo, il turco, il francese, il greco e il tedesco. Nel 2024 il New York Times lo ha collocato al sessantaseiesimo posto nella lista dei cento libri migliori del XXI secolo.

## Adattamento cinematografo
Nel 2018 Jeremiah Zagar ha scritto e diretto un adattamento cinematografico del romanzo, intitolato Quando eravamo fratelli e presentato in anteprima mondiale al Sundance Film Festival.

## Edizioni
- Noi, gli animali, Milano, Bompiani, 2012 traduzione di Sergio Claudio Perroni ISBN 978-88-452-6985-1.